# Getty (Unix)
getty, abreviação de "get teletype", ou em português "obter teleimpressor", é um programa do sistema operacional Unix que roda em um computador hospedeiro que gerencia terminais(tty) físicos ou virtuais. Quando detecta uma conexão, ele solicita um nome de usuário e executa o programa de 'login' para autenticar o usuário.
Originalmente, em sistemas Unix tradicionais, o getty manipulava conexões para terminais seriais (frequentemente máquinas de teletipo) conectadas a um computador hospedeiro. A parte 'tty' do nome permanece do teletipo(teletype), mas também pode ser interpretada como qualquer tipo de terminal de texto.
Computadores pessoais rodando em sistemas operacionais derivados do Unix, mesmo que não forneçam qualquer serviço de conexão remota, ainda podem utilizar o getty como um meio de conexão em um console virtual.
Em vez de programa de 'login', o getty também pode ser configurado, pelo administrador do sistema, para executar qualquer outro programa, como uma daemon PPP para fornecer acesso discado à Internet por exemplo.